# 羅扎耶市鎮
羅扎耶市鎮，是蒙特內哥羅的一个市镇，位於該國東北部，行政中心为羅扎伊，面積432平方公里，2011年人口22,964，人口密度每平方公里53人。

## 外部連接
- www.rozaje.me
- .   [27 June 2013]. （原始内容存档于2014-12-21）.